# Фортескью, Чичестер, барон Карлингфорд
Чичестер Фортескью, барон Карлингфорд (англ. Chichester Fortescue, Baron Carlingford; 18 января 1823 — 30 января 1898) — британский политический деятель.

## Биография
Происходил из английского дворянского рода, осевшего в Ирландии в начале XVII века. С 1847 года был депутатом палаты общин от ирландского графства Лаут, принадлежа к либеральной партии. 
С 1854 года занимал второстепенные министерские посты, пока в 1865 году не был назначен секретарём по делам Ирландии. После двухлетнего перерыва Фортескью вновь занял этот пост в 1868 году в первом правительстве Гладстона, а затем в 1871—1874 годах был президентом департамента торговли. После прихода к власти правительства консерваторов Фортескью был произведён в пэры, получив титул лорда Карлингфорда. В 1881 году Гладстон вернул его в правительство в должности лорда-хранителя малой печати и — с 1883 года — лорд-председатель Совета.
В 1885 году лорд Карлингфорд оставил государственную службу.